# Ліхтеровоз

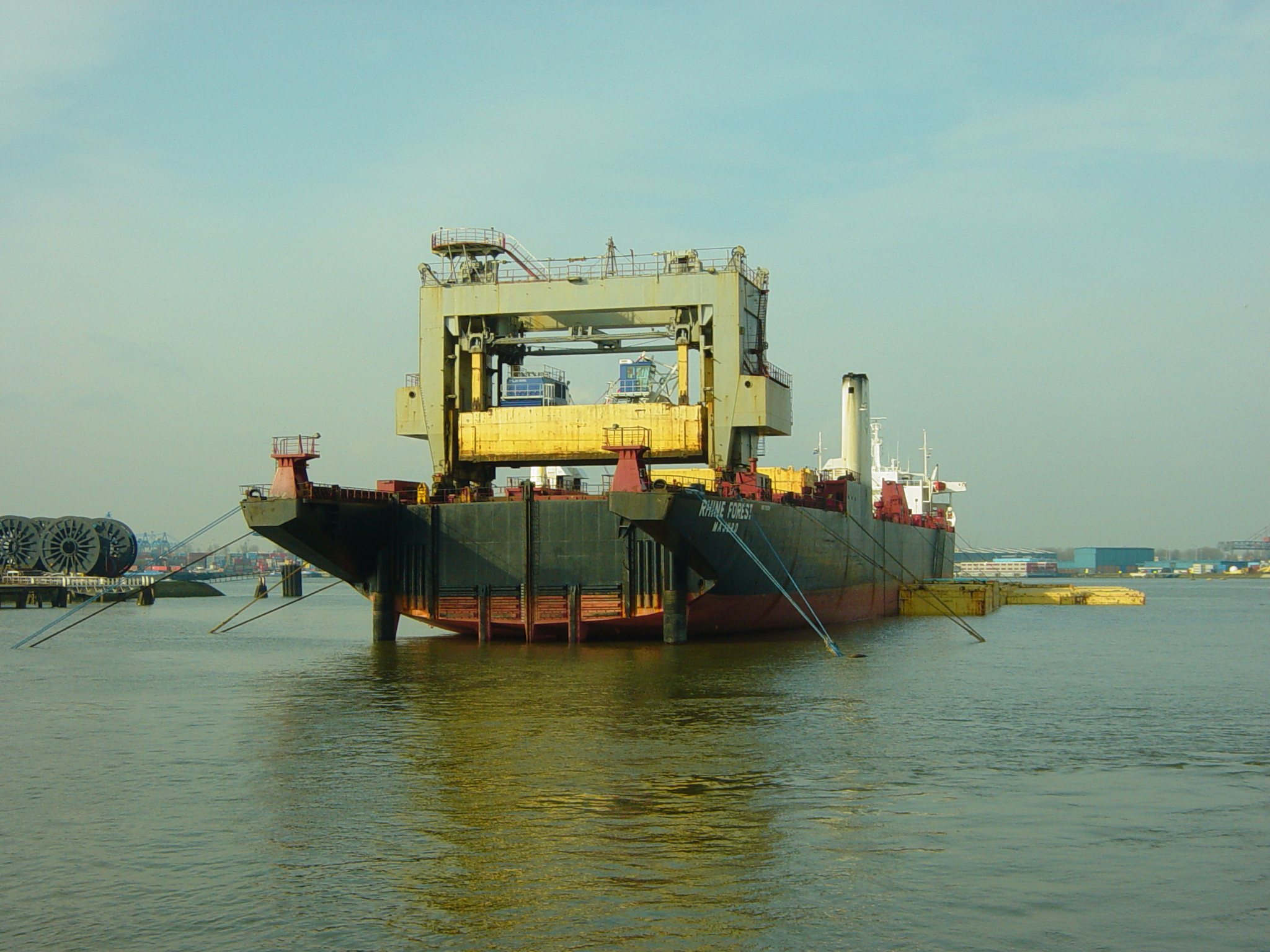
Ліхтеровоз «Рейн Форест» у порту Роттердам

Ліхтеровоз (англ. Lighter aboard ship, LASH) — належить до практики завантаження барж (ліхтерів) на борт більшого судна для транспортування. Був розроблений у відповідь на потребу в транспортуванні ліхтерів, типу (зазвичай, але не завжди) безмоторних барж, між внутрішніми водними шляхами, розділеними відкритим морем. Ліхтеровози, як правило, буксируються або штовхаються навколо гаваней, каналів або річок і не можуть бути переміщені власним ходом. Кораблі-носії відомі як LASH-носії, баржа-носії, кораблі-кенгуру або легші транспортні судна.

## Історія

### Розвиток

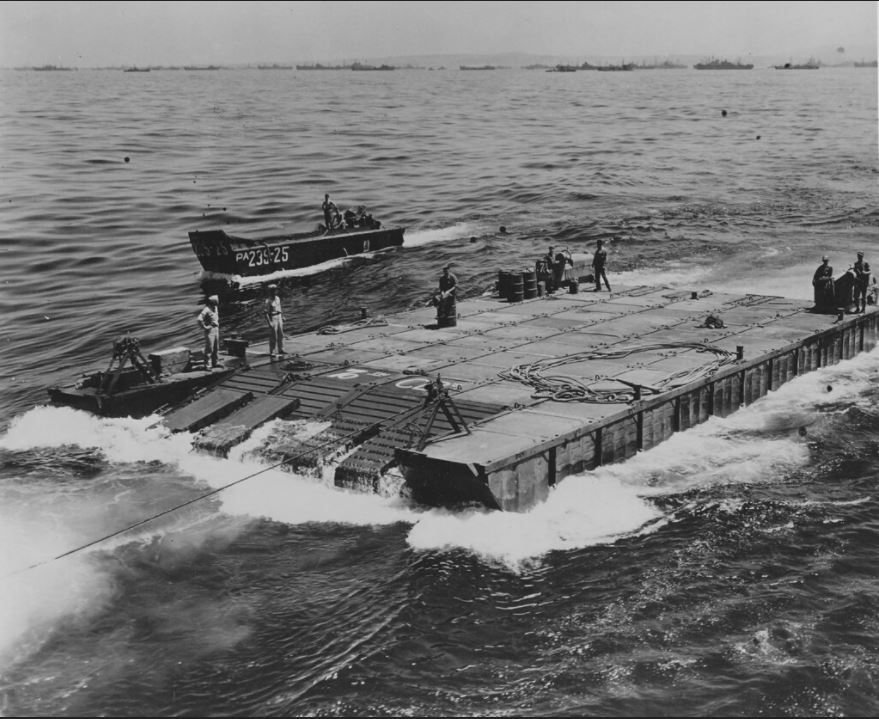
70-й військово-морський будівельний батальйон Seabees керує баржею 6 x 20

Під час Другої світової війни компанія United States Seabees розробила понтонну установку для переміщення вантажів із транспортних засобів на штурмові плацдарми, яка відповідала потребам того часу, і була попередницею системи LASH. До 1950-х років потреби клієнтів вантажного транспорту більше не задовольнялися системою завантаження окремих частин вантажу в трюм судна. Розміри та форми вантажних одиниць були різними, і вантажний контейнер стандарту ISO почав повільно впроваджуватися протягом 1960-х років. Великі контейнерні термінали з розгалуженими конвеєрними системами та складськими площами ще тільки планувалися або перебували на стадії розробки.

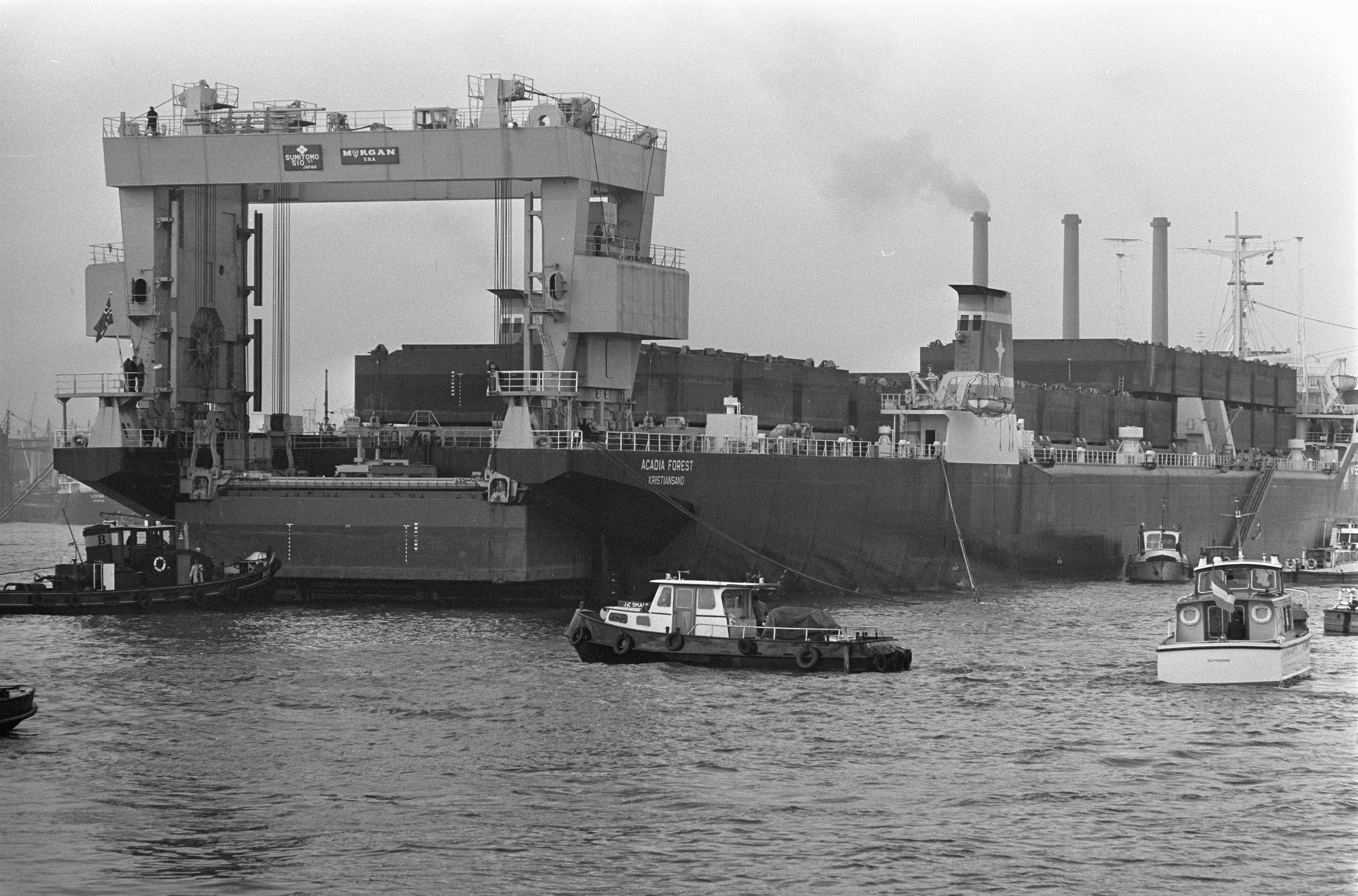
Корма «Акадія форест», сфотографована в Роттердамі, показує одну з запальничок на портальному крані, розташовану повністю на кормі.

Система була розроблена в 1960-х роках американським інженером-кораблебудівником Джеромом Голдманом. «Акадія форест», введений в експлуатацію у вересні 1969 року, був першим носієм LASH — корабель міг прийняти 75 стандартизованих ліхтарів із загальною вантажопідйомністю близько 376 метричних тонн. На той час це був новий тип судна, перше судно, призначене в основному для транспортування інших, менших кораблів.
Наприкінці 1980-х Радянський Союз побудував Севморпуть, атомний носій LASH. «Севморпуть» було одним із чотирьох ядерних вантажних суден, коли-небудь побудованих, найбільшим і єдиним, що активно комерційно функціонує, оскільки воно в основному працює у внутрішніх водах Росії вздовж Північного морського шляху, де воно не обтяжене небажанням портів приймати атомні кораблі, проблема, яка зробила інші ядерні вантажні судна непрактичними.

### Економічний ефект
На момент винаходу система вважалася експертами значним прогресом у судноплавних технологіях. Носії LASH могли перевозити в п'ять разів більше вантажу, ніж порівняне звичайним транспортним судном, процес завантаження та розвантаження був набагато ефективнішим, а відсутність портового обладнання чи причалів не створювала перешкод, оскільки ліхтери можна було завантажити безпосередньо на судно. Система також скинула тиск, щоб розвантажити якомога швидше, оскільки запальнички, які вже були у воді, можна було переміщати, поки інші розвантажувалися. Загалом, ці кораблі проводили в морі понад 80 % свого річного часу застосування, тоді як звичайні кораблі часто стояли в гавані до півроку.